# Chiesa di Sant'Antonio Abate (Roveredo)
La chiesa di Sant'Antonio Abate è un edificio religioso tardogotico con inserti barocchi che si trova a Roveredo. 

## Storia
La chiesa sorse forse nel XIV secolo: all'interno, infatti, si conserva un affresco frammentario, con una figura di santa, databile al Trecento e in stile vagamente assimilabile a quello di Giotto. La costruzione, comunque, risale a un anno non posteriore al 1419, quando fu menzionata per la prima volta. Fra il 1630 e il 1640 fu ampliata sia internamente, mediante l'estensione della navata, che esternamente, con la realizzazione di un portico. Fra il 1647 e il 1648 fu eretto il campanile, su progetto di Giulio Rigaia e Giacomo Rampino. Nel 1733 fu aggiunta una cappella laterale, opera di Domenico Tini. Nel 1938 l'edificio subì un rinnovamento.